# Anelaphus brummermannae
Anelaphus brummermannae es una especie de escarabajo longicornio del género Anelaphus, categorizada en la tribu Elaphidiini, de la subfamilia Cerambycinae. Lleva el nombre de brummermannae en honor a la naturalista Margarethe Brummermann, quien se encargó de la recolección de varios especímenes estudiados en su porpiedad ubicada en Picture Rocks, Arizona.
Mide 9,5-11,5 mm de longitud y 2,5-3,1 mm de ancho. El período de vuelo para ejemplares adultos se presenta desde abril hasta junio.
Un ejemplar de la especie se encuentra en el museo Nacional de Historia Natural de los Estados Unidos.

## Taxonomía
Se atribuye su descripción al entomólogo Lingafelter, quien la citó por primera vez en 2020. La especie aparece registrada en la sección Review of species of Anelaphus Linsley and its new synonym Gymnopsyra Linsley from the United States and Canada with description of a new species, synonymies, distributional notes and an illustrated identification key (Coleoptera: Cerambycidae: Elaphidiini) de Insecta Mundi, Gainesville 0798: 1–30, f. 29, publicada por Lingafelter Steven Wayne en 2020.

## Distribución
Se distribuye por América del Norte, en los Estados Unidos.